# Шидлово (гміна, Пільський повіт)
Гміна Шидлово (пол. Gmina Szydłowo) — сільська гміна у північно-західній Польщі. Належить до Пільського повіту Великопольського воєводства.
Станом на 31 грудня 2011 у гміні проживало 8549 осіб.

## Територія
Згідно з даними за 2007 рік площа гміни становила 267.53 км², у тому числі:
- орні землі: 57.00%
- ліси: 39.00%

Таким чином, площа гміни становить 21.11% площі повіту.

## Населення
Станом на 31 грудня 2011:
| Опис     | Загалом | Загалом | Чоловіки | Чоловіки | Жінки | Жінки |
| -------- | ------- | ------- | -------- | -------- | ----- | ----- |
| одиниця  | осіб    | %       | осіб     | %        | осіб  | %     |
| все      | 8549    | 100     | 4282     | 50.09    | 4267  | 49.91 |
| міське   | 0       | 100     | 0        |          | 0     |       |
| сільське | 8549    | 100     | 4282     | 50.09    | 4267  | 49.91 |

## Сусідні гміни
Гміна Шидлово межує з такими гмінами: Валч, Краєнка, Піла, Тарнувка, Тшцянка, Ястрове.